# Choi Gwi-hwa
Dans ce nom coréen, le nom de famille, Choi, précède le nom personnel.
Choi Gwi-hwa est un acteur sud-coréen, né le 3 mars 1978 dans le district de Yeonggwang (Jeolla du Sud).

## Biographie
Choi Gwi-hwa naît le 3 mars 1978 dans le district de Yeonggwang, dans la province de Jeolla du Sud.
En 1997, il s'inscrit à la Meulmye Theatre Company, à Bucheon.
En février 2020, il est confirmé pour un rôle principal, aux côtés de Ma Dong-seok et Son Seok-gu, dans The Roundup (범죄도시2, 2022) de Lee Sang-yong.

## Filmographie partielle

### Cinéma

#### Longs métrages
- 2012 : Doomsday Book (인류멸망보고서) de Kim Jee-woon et Yim Pil-sung : un des déménageurs (segment Creation of Heaven)
- 2013 : Way Back Home (집으로 가는 길) de Bang Eun-jin : l'inspecteur du ministère public de Séoul
- 2014 : The Target (표적) de Yoon Hong-seung : l'employé de l'hôpital
- 2014 : One on One (일대일) de Kim Ki-duk : Oh Ji-ha
- 2014 : Kundo  (군도: 민란의 시대) de Yoon Jong-bin : l'officier militaire
- 2014 : Sea Fog : Les Clandestins  (해무) de Shim Sung-bo : l'autre capitaine (voix)
- 2015 : Gangnam 1970 (강남 1970) de Yoo Ha : l'un de la bande à Nam Soon-chul
- 2016 : The Strangers (곡성) de Na Hong-jin : Byeong-goo
- 2016 : Seon-dal (봉이 김선달) de Park Dae-Min : Jung Pan-Seok
- 2016 : Dernier train pour Busan (釜山行) de Yeon Sang-ho : le SDF
- 2016 : Tunnel (터널) de Kim Seong-hoon : l'intéressé dans le tunnel
- 2016 : Entre deux rives (그물) de Kim Ki-duk : le réalisateur Lee
- 2017 : The King (더 킹) de Han Jae-rim : Choi Min-suk
- 2017 : Fabricated City (조작된 도시) de Park Kwang-hyun : le directeur de la prison
- 2017 : A Taxi Driver (택시운전사) de Jang Hoon : le chef officier de DSC
- 2017 : The Outlaws (범죄도시) de Kang Yoon-sung : l'inspecteur Jeon Il-man
- 2018 : The Drug King (마약왕) de Woo Min-ho : le chef Ham
- 2019 : Mal-Mo-E: The Secret Mission (말모이) de Uhm Yoo-na : le facteur (caméo)
- 2019 : Long Live the King (롱 리브 더 킹: 목포 영웅) de Kang Yoon-seong : Choi Man-soo
- 2022 : The Roundup (범죄도시2) de Lee Sang-yong : Jeon Il-man
- 2022 : Project Wolf Hunting (늑대사냥) de Kim Hong-seon : Alpha

### Télévision

#### Téléfilm
- 2015 : I'm After You (너를 노린다) : le manager Jeon

#### Séries télévisées
- 2014 : Misaeng (미생 - 아직 살아 있지 못한 자) : Park Yong-gu
- 2018 : Suits (슈츠) : Chae Geun-sik
  - 2024 : Squid Game (오징어 게임) no 203/Kim Gi-min